# Otto Förschner
Otto Förschner, född 4 november 1902 i Dürrenzimmern, död 28 maj 1946 i Landsbergfängelset, var en tysk SS-Sturmbannführer och kommendant i koncentrationslägret Mittelbau-Dora.

## Biografi
Från 1934 till 1936 gick Förschner på SS-Junkerschule i Bad Tölz och tillhörde därefter fram till 1939 olika SS-Standarten. Vid det tyska anfallet på Polen i september 1939 ingick Förschner i Leibstandarte SS Adolf Hitlers 4:e kompani.
Efter att ha sårats i strid och en tids konvalescens kommenderades Förschner till koncentrationslägret Buchenwald och blev där chef för vaktmanskapet. Från september 1943 var han Kommandoführer i Dora, som då var ett av Buchenwalds satellitläger, och verkställande chef för Mittelwerk, som var en underjordisk fabriksanläggning under berget Kohnstein. Detta innebar i realiteten att Förschner var kommendant för Mittelbau-Dora. Som kommendant inledde Förschner ett omfattande samarbete med lägrets kapos. Han var i behov av dessas sakkunskap för att kunna driva lägret framgångsrikt. Albert Kuntz, KPD-medlem och en av ledarna för motståndsgruppen i lägret, vann Förschners förtroende och kunde därmed öva inflytande över tillsättningen av kapos. Förschners förhållande till Sicherheitsdienst (SD) och Gestapo var mycket spänt. Dessa säkerhetsorganisationer kritiserade ofta hans ledarskap för att vara för släpphänt, både gentemot lägerfångarna och personalen. De uttryckte särskild oro över att Förschner rekryterade kapos bland de kommunistiska lägerfångarna. Heinrich Himmlers förtroende för Förschner försämrades drastiskt i november 1944, då ett flertal av de kapos han utnämnt greps av Gestapo. De gripna kapona avslöjade en rad motståndsaktiviteter i Mittelbau-Dora, i synnerhet sabotage av V-vapen. Det framkom även att han hade undanhållit en bonus på 10 000 Reichsmark som han hade erhållit från Mittelwerk. Den 1 februari 1945 ersattes Förschner med SS-Sturmbannführer Richard Baer, som hade varit kommendant för Auschwitz I.
Under andra världskrigets sista månader tjänstgjorde Förschner som kommendant för lägret i Kaufering, ett av Dachaus satellitläger.

### Rättegång
I april 1945 greps Förschner av amerikanska soldater. Den 15 november 1945 ställdes han och 39 andra lägeranställda i Dachau och dess satellitläger inför rätta vid Dachaurättegången. Den 13 december avkunnades 36 dödsdomar, bland annat mot Förschner, Martin Weiss, Claus Schilling och Otto Moll. Förschner avrättades genom hängning i Landsbergfängelset den 28 maj 1946. Skarprättare var den amerikanske sergeanten John C. Woods.